# Go Hyun-jung
Go Hyun-jung (tiếng Hàn: 고현정; sinh ngày 2 tháng 3 năm 1971) là một nữ diễn viên người Hàn Quốc. Cô ra mắt làng giải trí với tư cách là Á hậu 1 của cuộc thi sắc đẹp Hoa hậu Hàn Quốc vào năm 1989 và trở thành một trong những nữ diễn viên nổi tiếng nhất xứ kim chi khi đóng vai chính trong bộ phim Đồng hồ cát (1995), một trong những bộ phim truyền hình được giới phê bình và khán giả đánh giá cao nhất trong lịch sử truyền hình Hàn Quốc.
Cô đã từ giã sự nghiệp sau khi kết hôn với chaebol Chung Yong-jin vào năm 1995, sau đó trở lại diễn xuất sau khi ly hôn năm 2003. Go Hyun-jung đã lấy lại vị thế ngôi sao hàng đầu tại Hàn Quốc, trở thành nữ diễn viên truyền hình có thu nhập cao nhất sau thành công của các bộ phim Thiện Đức nữ vương (2009) và Đại nghiệp (2010). Go Hyun-jung nhiều lần có tên trong danh sách những nữ diễn viên đẹp nhất Hàn Quốc.

## Đời tư
Vào tháng 5 năm 1995, khi đang ở đỉnh cao sự nghiệp, Go Hyun-jung kết hôn với Chung Yong-jin, phó chủ tịch kiêm CEO của tập đoàn Shinsegae và là cháu trai của người sáng lập Samsung, Lee Byung-chul. Hai người gặp nhau lần đầu tiên ở New York, hoàn toàn là tình cờ, khi Chung Yong-jin ngỏ ý muốn giúp Go Hyun-jung tìm chỗ ngồi tại nhà hát Winter Garden vì cô không giỏi tiếng Anh. Sau đám cưới được nhắc đến nhiều nhất tại Hàn Quốc vào thời điểm đó, Go Hyun-jung tuyên bố từ giã sự nghiệp diễn xuất để tập trung vào vai trò mới là vợ của một chaebol. Họ đã có 2 người con, 1 trai (sinh năm 1998) và 1 gái (sinh năm 2000).
Sau tám năm chung sống, một cuộc ly hôn lộn xộn đã xảy ra vào tháng 11 năm 2003, trong đó cô mất hoàn toàn quyền nuôi con. Hai năm sau khi ly hôn, Shinsegae đã thông qua phán quyết nói rằng không một cửa hàng bách hóa nào của họ được phép trưng bày bất kỳ thứ gì liên quan đến Go Hyun-jung, bao gồm cả bất kỳ sản phẩm nào của cô.

## Danh sách phim

### Phim truyền hình
| Năm  | Tên phim                                                | Vai diễn          | Kênh truyền hình |
| ---- | ------------------------------------------------------- | ----------------- | ---------------- |
| 1990 | Love on a Jujube Tree                                   | Hwang Mal-sook    | KBS              |
| 1991 | 맥랑시대                                                | Shin-ae           | KBS1             |
| 1991 | Eyes of Dawn                                            | Ahn Myeong-ji     | MBC              |
| 1992 | A Love Without Fear                                     | Shin Kyung-ae     | SBS              |
| 1992 | Women's Room                                            | Yoon Hee-soo      | MBC              |
| 1992 | Winter Rainbow                                          | Mi-ae             | KBS2             |
| 1993 | My Mother's Sea                                         | Kim Young-seo     | MBC              |
| 1994 | Farewell                                                | Kim Ye-rim        | SBS              |
| 1995 | Sandglass - Đồng Hồ Cát                                 | Yoon Hye-rin      | SBS              |
| 2005 | Spring Day - Ngày Xuân                                  | Seo Jung-eun      | SBS              |
| 2006 | What's Up Fox? - Cáo Ơi Làm Gì?                         | Go Byung-hee      | MBC              |
| 2007 | H.I.T                                                   | Lt. Cha Soo-kyung | MBC              |
| 2009 | Queen Seondeok - Nữ hoàng Seondeok / Thiện Đức nữ vương | Mishil            | MBC              |
| 2010 | Daemul - Nữ Tổng thống Hàn Quốc                         | Seo Hye-rim       | SBS              |
| 2013 | The Queen's Classroom - Nữ hoàng lớp học                | Ma Yeo-jin        | MBC              |
| 2016 | Dear My Friends-Tình bạn tuổi xế chiều                  | Park Wan          | tvN              |
| 2021 | Reflection of You - Hình bóng của tôi                   | Jeong Hee-joo     | JTBC             |

### Phim điện ảnh
| Năm  | Tên Phim                                        | Vai diễn             | Chú thích                        |
| ---- | ----------------------------------------------- | -------------------- | -------------------------------- |
| 2006 | Woman on the Beach                              | Kim Mun-suk          |                                  |
| 2009 | Like You Know It All                            | Go Soon              |                                  |
| 2009 | Actresses - Nữ Diễn viên                        | Go Hyun Jung         | Also credited as co-screenwriter |
| 2011 | The Last Tundra - Movie Edition                 | Documentary narrator |                                  |
| 2011 | The Day He Arrives - Ngày Anh Đến               | Cinema fan (cameo)   |                                  |
| 2012 | Miss Conspirator - Cô Nàng Mưu Mẹo / Kẻ Chủ Mưu | Chun Soo-ro          |                                  |

### Truyền hình thực tế
| Năm        | Tên chương trình                    | Kênh truyền hình | Chú thích              |
| ---------- | ----------------------------------- | ---------------- | ---------------------- |
| 1990       | 시청자와 함께                       | KBS              |                        |
| 1990       | Family Arcade                       | KBS              |                        |
| 1990-1991  | Show! Saturday Express              | KBS              | Người dẫn chương trình |
| 1991-1992  | Saturday March                      | KBS              | Người dẫn chương trình |
| 1994       | Between Night and Music             | KBS              |                        |
| 2009-01-21 | Golden Fishery - The Guru Show      | MBC              | Khách mời              |
| 2010-08-21 | Honey Jar                           | MBC              | Khách mời              |
| 2010       | Beop Jeong: May All Beings Be Happy | MBC              | Documentary narrator   |
| 2010       | The Last Tundra                     | SBS              | Documentary narrator   |
| 2012       | GO Show                             | SBS              | Người dẫn chương trình |